# حیوان اخلاقی
حیوان اخلاقی (انگلیسی: The Moral Animal) کتابی است در سال ۱۹۹۴ توسط روزنامه‌نگار رابرت رایت که در آن نویسنده بسیاری از جنبه‌های زندگی روزمره را از طریق زیست‌شناسی فرگشتی بررسی می‌کند.

## خلاصه
رایت بسیاری از جنبه‌های زندگی روزمره را از طریق زیست‌شناسی تکاملی بررسی می‌کند. او توضیحات داروینی برای رفتار و روان‌شناسی انسان، پویایی‌ها و ساختارهای اجتماعی و همچنین روابط افراد با معشوق، دوستان و خانواده ارائه می‌دهد.
رایت به‌طور گسترده از نشریات معروف‌تر چارلز داروین، از جمله «خاستگاه گونه‌ها» (۱۸۵۹)، اما همچنین از تواریخ و نوشته‌های شخصی خود وام گرفته و اصول رفتاری را با مثال‌های زندگی‌نامه‌ای خود داروین نشان می‌دهد.
در بخشی از این کتاب آمده‌است «ما طوری طراحی نشده‌ایم که روی سکوهای شلوغ مترو بایستیم، یا در حومه شهر با افرادی که هرگز با آنها صحبت نمی‌کنیم زندگی کنیم، یا استخدام یا اخراج شویم، یا اخبار عصر را تماشا کنیم. این ناهماهنگی (عدم تطابق فرگشتی) بین زمینه‌های طراحی ما و زندگی ما احتمالاً مسئول آسیب‌شناسی روانی بسیار و همچنین رنج بسیار از نوع کمتر دراماتیک است.» (حیوان اخلاقی، فصل ۲: نر و ماده - بازی خدا)